# 电影频道青年演员优选计划
“星辰大海”电影频道青年演员优选计划，简称“星辰大海计划”、“星辰计划”，是电影频道节目中心于2019年策划推出，旨在为中国影视圈发掘培养有潜力的青年演员的培养计划，入选成员通过知名导演、演员、制片人推荐制，由电影频道提供德艺培训项目，将择优推介参与国内外顶级电影盛会、影视活动。每年入选成员将在当年举行的中国电影金鸡奖颁奖典礼期间公布。

## 入选过程
“星辰大海”入选成员不设终身制，计划以最专业、最严格的方式，从艺德、演技等多个维度对于青年演员进行全方位筛选。由专业院校学者、电影行业专家组成的评委会，首先综合艺德、作品、年龄等因素，从报名者中初审选出80名候选人，再经对候选青年演员已映作品、主演序列、口碑与票房、社会影响四个标准及其上报表演视频的综合测评，终审投票形成最终入选名单。

## 主题曲
主题曲《星辰大海》与制作《赞赞新时代》《我们都是追梦人》幕后采用同一班底，由王平久作词，常石磊作曲，并由32位入围演员共同演唱。歌曲MV於北京時間2020年1月1日晚上9點正式發佈。

## 入围成员

### 2019年
| 姓名     | 出生日期       | 毕业（就读）学校     | 推荐人 |
| -------- | -------------- | -------------------- | ------ |
| 易烊千玺 | 2000年11月28日 | 中央戏剧学院         | 陈可辛 |
| 刘昊然   | 1997年10月10日 | 中央戏剧学院         | 陈思诚 |
| 王俊凯   | 1999年9月21日  | 北京电影学院         | 徐峥   |
| 周冬雨   | 1992年1月31日  | 北京电影学院         | 张艺谋 |
| 陈学冬   | 1990年6月28日  | 上海音乐学院         | 刘伟强 |
| 宋祖儿   | 1998年5月23日  | 北京电影学院         | 王千源 |
| 许魏洲   | 1994年10月20日 | 中国戏曲学院         | 陆川   |
| 陈飞宇   | 2000年4月9日   | 北京电影学院         | 田壮壮 |
| 曾舜晞   | 1997年10月9日  | 深圳国际交流学院     | 刘涛   |
| 尚语贤   | 1994年7月28日  | 北京电影学院         | 佟丽娅 |
| 谷嘉诚   | 1992年6月19日  | 成都体育学院         | 陈国辉 |
| 董子健   | 1993年12月19日 | 中央戏剧学院         | 贾樟柯 |
| 蓝盈莹   | 1990年4月16日  | 中央戏剧学院         | 顾长卫 |
| 陈都灵   | 1993年10月18日 | 南京航空航天大学     | 苏有朋 |
| 张哲瀚   | 1991年5月11日  | 上海戏剧学院         | 黄建新 |
| 张雪迎   | 1997年6月18日  | 中央戏剧学院         | 曹保平 |
| 金晨     | 1990年9月5日   | 北京舞蹈学院         | 丁晟   |
| 张慧雯   | 1993年9月13日  | 北京舞蹈学院         | 尹力   |
| 王森     | 1989年8月3日   | 中国戏曲学院         | 赵薇   |
| 李鸿其   | 1990年5月10日  | 中国文化大学         | 江志强 |
| 王紫璇   | 1992年11月12日 | 中央戏剧学院         | 陈坤   |
| 周也     | 1998年5月20日  | 北京电影学院         | 徐克   |
| 李蔓瑄   | 1992年9月3日   | 伦敦艺术大学         | 周迅   |
| 王嘉     | 1992年12月2日  | 解放军艺术学院       | 霍建起 |
| 孙嘉灵   | 1995年10月16日 | 中央戏剧学院         | 王景春 |
| 朱颜曼滋 | 1993年11月7日  | 中央戏剧学院         | 姚晨   |
| 匡牧野   | 1990年2月19日  | 解放军艺术学院       | 黄渤   |
| 易恒     | 1999年9月11日  | 湖南涉外经济学院     | 朱亚文 |
| 张婧仪   | 1999年7月10日  | 北京电影学院         | 张一白 |
| 王西     | 1994年6月2日   | 北京舞蹈学院         | 邓超   |
| 张海宇   | 1989年10月19日 | 中央戏剧学院         | 黄晓明 |
| 王锵     | 1996年5月7日   | 上海市长宁区业余大学 | 李少红 |

### 2020年
| 姓名     | 出生日期       | 代表作品             | 推荐人 |
| -------- | -------------- | -------------------- | ------ |
| 曹骏     | 1988年2月9日   | 《遇见你真好》       | 董成鹏 |
| 陈都灵   | 1993年10月18日 | 《左耳》             | 苏有朋 |
| 陈飞宇   | 2000年4月9日   | 《最好的我们》       | 徐克   |
| 陈学冬   | 1990年6月28日  | 《小时代》系列       | 刘伟强 |
| 邓恩熙   | 2005年4月18日  | 《你好，之华》       | 赵薇   |
| 范丞丞   | 2000年6月16日  | 《门锁》             | 徐帆   |
| 冯聪     | 1991年3月17日  | 《建军大业》         | 张晨光 |
| 冯文娟   | 1989年8月20日  | 《无双》             | 何冰   |
| 关晓彤   | 1997年9月17日  | 《影》               | 郑晓龙 |
| 何瑞贤   | 1994年11月4日  | 《以家人之名》       | 于正   |
| 胡先煦   | 2000年8月17日  | 《棋魂》             | 黄建新 |
| 蒋梦婕   | 1990年12月7日  | 《巨额来电》         | 尔冬升 |
| 阚清子   | 1988年4月15日  | 《宠爱》             | 金依萌 |
| 蓝盈莹   | 1990年4月16日  | 《紧急救援》         | 顾长卫 |
| 李一桐   | 1990年9月6日   | 《我在时间尽头等你》 | 江志强 |
| 林允     | 1996年4月16日  | 《美人鱼》           | 周星驰 |
| 刘浩存   | 1998年5月20日  | 《一秒钟》           | 张艺谋 |
| 刘昊然   | 1997年10月10日 | 《唐人街探案》系列   | 陈思诚 |
| 刘迅     | 1995年8月3日   | 《半个喜剧》         | 沈腾   |
| 刘雅瑟   | 1989年1月13日  | 《麦路人》           | 郑保瑞 |
| 欧阳娜娜 | 2000年6月15日  | 《秘果》             | 成龙   |
| 邱天     | 1999年2月8日   | 《金刚川》           | 饶晓志 |
| 屈菁菁   | 1990年5月17日  | 《流浪地球》         | 郭帆   |
| 孙阳     | 1989年7月26日  | 《过春天》           | 白雪   |
| 王大陆   | 1991年5月29日  | 《我的少女时代》     | 薛晓路 |
| 王嘉     | 1992年12月2日  | 《如影随心》         | 霍建起 |
| 王俊凯   | 1999年9月21日  | 《解忧杂货店》       | 徐峥   |
| 王锵     | 1996年5月7日   | 《阳台上》           | 李少红 |
| 王彦霖   | 1989年7月28日  | 《紧急救援》         | 林超贤 |
| 夏梦     | 2001年12月2日  | 《1921》             | 尹力   |
| 徐娇     | 1997年8月5日   | 《长江七号》         | 陈嘉上 |
| 许凯     | 1995年3月5日   | 《延禧攻略》         | 秦岚   |
| 杨紫     | 1992年11月6日  | 《烈火英雄》         | 高亚麟 |
| 叶青     | 1988年11月13日 | 《绣春刀》           | 咏梅   |
| 易烊千玺 | 2000年11月28日 | 《少年的你》         | 陈可辛 |
| 曾梦雪   | 1994年10月12日 | 《前任3：再见前任》  | 田羽生 |
| 张天爱   | 1988年10月28日 | 《中国机长》         | 于冬   |
| 张云龙   | 1988年3月2日   | 《特警队》           | 丁晟   |
| 周冬雨   | 1992年1月31日  | 《少年的你》         | 曾国祥 |
| 周依然   | 1996年10月30日 | 《风犬少年的天空》   | 曹保平 |

### 2021年
| 姓名     | 代表作品               | 推荐人 |
| -------- | ---------------------- | ------ |
| 阿比达   | 《大漠刀客》           | 王景春 |
| 陈都灵   | 《红船》               | 高群书 |
| 陈永胜   | 《狙击手》             | 张艺谋 |
| 陈雨儿   | 《别想打扰我学习》     | 姚晨   |
| 代斯     | 《秦明·生死语者》      | 张栾   |
| 龚毅星   | 《我和我的父辈》       | 黄磊   |
| 韩储鸽   | 《海的尽头是草原》     | 王宝强 |
| 侯明昊   | 《启航·当风起时》      | 苏有朋 |
| 黄尧     | 《过春天》             | 尹力   |
| 蒋依依   | 《赘婿》               | 刘佩琦 |
| 辣目洋子 | 《我和我的家乡》       | 沈腾   |
| 李沛恩   | 《烈火英雄》           | 陈国辉 |
| 李孝谦   | 《五个扑水的少年》     | 刘同   |
| 李昀锐   | 《超越》               | 乌尔善 |
| 林一     | 《致我们暖暖的小时光》 | 胡歌   |
| 林允     | 《美人鱼》             | 周星驰 |
| 刘浩存   | 《送你一朵小红花》     | 韩延   |
| 沈月     | 《侍神令》             | 李蔚然 |
| 施柏宇   | 《想见你》             | 董成鹏 |
| 苏晓彤   | 《御赐小仵作》         | 董润年 |
| 苏子航   | 《奇迹》               | 文牧野 |
| 孙嘉灵   | 《我的姐姐》           | 朱媛媛 |
| 孙伊涵   | 《我心雀跃》           | 王中磊 |
| 王锵     | 《阳台上》             | 尔冬升 |
| 王天辰   | 《对手》               | 李小冉 |
| 王子璇   | 《陪你到世界之巅》     | 李冰冰 |
| 吴宣仪   | 《斗罗大陆》           | 许宏宇 |
| 吴宇恒   | 《梦见狮子》           | 田壮壮 |
| 谢可寅   | 《亲爱的小孩》         | 陆川   |
| 谢子然   | 《满分追爱公式》       | 朱亚文 |
| 邢菲     | 《乌鸦小姐与蜥蜴先生》 | 刘敏涛 |
| 徐娇     | 《最美逆行者》         | 陈嘉上 |
| 彦希     | 《小山河》             | 潘粤明 |
| 杨岚     | 《大事》               | 张光北 |
| 袁昊     | 《一夜新娘》           | 陈力   |
| 张嘉鑫   | 《最后的真相》         | 黄晓明 |
| 张艺上   | 《铁道飞虎》           | 陈思诚 |
| 张子枫   | 《我的姐姐》           | 徐峥   |
| 周雨彤   | 《我在他乡挺好的》     | 申奥   |
| 朱赞锦   | 《遇龙》               | 张晓龙 |

### 2022年
- 白宇帆 代表作品：《山海情》           推荐人：张冀
- 曹斐然 代表作品：《梦中的那片海》      推荐人：顾长卫
- 邓孝慈 代表作品：《同学们恰恰恰》      推荐人：王祖蓝
- 范世錡 代表作品：《小敏家》           推荐人：张智霖
- 郭丞 代表作品：《风犬少年的天空》    推荐人：陶昆
- 郭俊辰 代表作品：《少年派》           推荐人：扈耀之
- 郝瀚 代表作品：《独行月球》          推荐人：常远
- 何洛洛 代表作品：《完美的他》          推荐人：唐季礼
- 何与 代表作品：《仙剑》              推荐人：沈腾
- 黄明昊 代表作品：《爱情神话》          推荐人：雷佳音
- 蒋依依 代表作品：《赘婿》              推荐人：刘佩琦
- 李浩菲 代表作品：《少女哪吒》          推荐人：李玉
- 厉家兵 代表作品：《又是一年三月三》    推荐人：杨立新
- 林博洋 代表作品：《坚如磐石》          推荐人：张艺谋
- 林子煊 代表作品：《春天简史》          推荐人：陈德森
- 刘浩存 代表作品：《一秒钟》            推荐人：杨子
- 卢昱晓 代表作品：《明天也想见到你》    推荐人：杨振宇
- 鹿骐 代表作品：《伊比利亚的派对》    推荐人：郭京飞
- 马启越 代表作品：《觉醒年代》          推荐人：陈兵
- 梦秦 代表作品：《微微一笑很倾城》    推荐人：元德
- 沈月 代表作品：《侍神令》            推荐人：李蔚然
- 苏子航 代表作品：《故乡别来无恙》      推荐人：王易冰
- 王楚然 代表作品：《我的人间烟火》     推荐人：尔冬升
- 王鹤棣 代表作品：《苍兰诀》            推荐人：宋丹丹
- 王星越 代表作品：《珍馐记》            推荐人：徐帆
- 王学东 代表作品：《孔秀》              推荐人：黄晓明
- 王梓薇 代表作品：《星汉灿烂》          推荐人：刘钧
- 吴施乐 代表作品：《小欢喜》            推荐人：汪俊
- 吴优 代表作品：《余罪》              推荐人：赵小丁
- 谢可寅 代表作品：《成为赢家》          推荐人：陆川
- 邢菲 代表作品：《覆流年》            推荐人：刘敏涛
- 邢昭林 代表作品：《双世宠妃》          推荐人：李琦
- 翟子路 代表作品：《没有工作的一年》    推荐人：陈祉希
- 张凌赫 代表作品：《苍兰诀》            推荐人：郭虎
- 张艺凡 代表作品：《少年的你》          推荐人：曹盾
- 张艺上 代表作品：《扫黑行动》          推荐人：丁晟
- 郑好 代表作品：《天坑鹰猎》          推荐人：惠英红
- 周洁琼 代表作品：《影帝的公主》        推荐人：束焕
- 朱正廷 代表作品：《急先锋》            推荐人：钟澍佳
- 庄达菲 代表作品：《摇滚狂花》          推荐人：姚晨

### 2023年
- 毕雯珺 代表作品：《我才不要和你做朋友呢》推荐人：王学圻
- 陈昕葳 代表作品：《沙漏》推荐人：饶雪漫
- 陈鑫海 代表作品：《最食人间烟火色》推荐人：申奥
- 陈雨锶 代表作品：《误杀2》推荐人：陈思诚
- 段奥娟 代表作品：《岁岁平安》推荐人：张凯丽
- 费启鸣 代表作品：《显微镜下的大明之丝绢案》 推荐人：惠英红
- 高宇航 代表作品：《风平浪静》推荐人：董洁
- 官鸿    代表作品：《穿盔甲的少女》推荐人：林孝谦
- 何蓝逗 代表作品：《最好的我们》推荐人：陈嘉上
- 胡连馨 代表作品：《1921》  推荐人：宋佳
- 姜珮瑶 代表作品：《曾少年》推荐人：张颂文
- 李羽桐 代表作品：《人生之路》推荐人：高群书
- 厉嘉琪 代表作品：《兰闺喜事》推荐人：陈铭章
- 刘令姿 代表作品：《卿卿日常》推荐人：唐季礼
- 刘帅 代表作品：《扫黑英雄》推荐人：尹力
- 毛晓慧 代表作品：《曾少年》推荐人：李少红
- 牛竹艺 代表作品：《御猫传》推荐人：刘之冰
- 单敬尧 代表作品：《封神三部曲》推荐人：王中磊
- 孙安可 代表作品：《涉过愤怒的海》推荐人：殷若昕
- 孙浠伦  代表作品：《中国乒乓之绝地反击》推荐人：邓超
- 田嘉瑞 代表作品：《云之羽》推荐人：丁晟
- 王皓 代表作品：《热搜》推荐人：忻钰坤
- 王佳怡 代表作品：《满江红》推荐人：张艺谋
- 王瑄 代表作品：《点到为止》推荐人：董成鹏
- 王一博 代表作品：《无名》推荐人：程耳
- 王影璐 代表作品：《异人之下》推荐人：许宏宇
- 王子异 代表作品：《拯救嫌疑人》推荐人：张末
- 王梓薇 代表作品：《星汉灿烂，月升沧海》推荐人：赵丽颖
- 卫然  代表作品：《唐诗三百案》推荐人：张嘉益
- 吴佳怡 代表作品：《兰闺喜事》推荐人：刘天池
- 吴幸键 代表作品：《人世间》推荐人：宋晓飞
- 徐好 代表作品：《天盛长歌》推荐人：沈严
- 徐梦洁 代表作品：《暗格里的秘密》推荐人：董润年
- 于适 代表作品：《封神三部曲》推荐人：乌尔善
- 余承恩 代表作品：《星汉灿烂》推荐人：陈德森
- 张淼怡 代表作品：《当我飞奔向你》推荐人：胡玫
- 张祎曈 代表作品：《八角笼中》推荐人：王宝强
- 张月 代表作品：《父辈的荣耀》推荐人：郭涛
- 周奇 代表作品：《鸟鸣嘤嘤》推荐人：韩寒
- 邹元清 代表作品：《打开生活的正确方式》推荐人：黄渤

### 2025年
- 杜卡妮 代表作品：《老炮儿》推荐人：陈可辛
- 武若茗 代表作品：《我的哥哥是特工》推荐人：陈可辛
- 赵婉瑜 代表作品：《大雪冬至》推荐人：陈可辛